# Парк (Коломия)
Парк (Парк імені Кирила Трильовського) — парк-пам'ятка садово-паркового мистецтва місцевого значення в Україні. Розташований у межах міста Коломиї Івано-Франківської області. Колишня назва — «Парк ім. С. М. Кірова».
Площа — 7 га, статус присвоєний у 1972 році. Перебуває у віданні Коломийської міської ради.
Парк закладений у ХІХ ст і в ньому була посаджена значна колекція цінних порід дерев. Корінні породи представлені кленом, дубом, буком, грабом, березою, ялиною, сосною, ялівцем. У складі декоративних насаджень зростають клен сріблястий, липа повстиста, бархат амурський, дуб червоний, горобина звичайна, ялиця, сосна, каштан, горіх сірий, магнолія, гінкго дволопатеве віком понад 100 років.
Парк служить місцем масового відпочинку населення. В ньому є атракціони, літній кінотеатр, дитячий та спортивний майданчики.